# Pinus pungens
Espèce
Statut de conservation UICN

 LC  : Préoccupation mineure

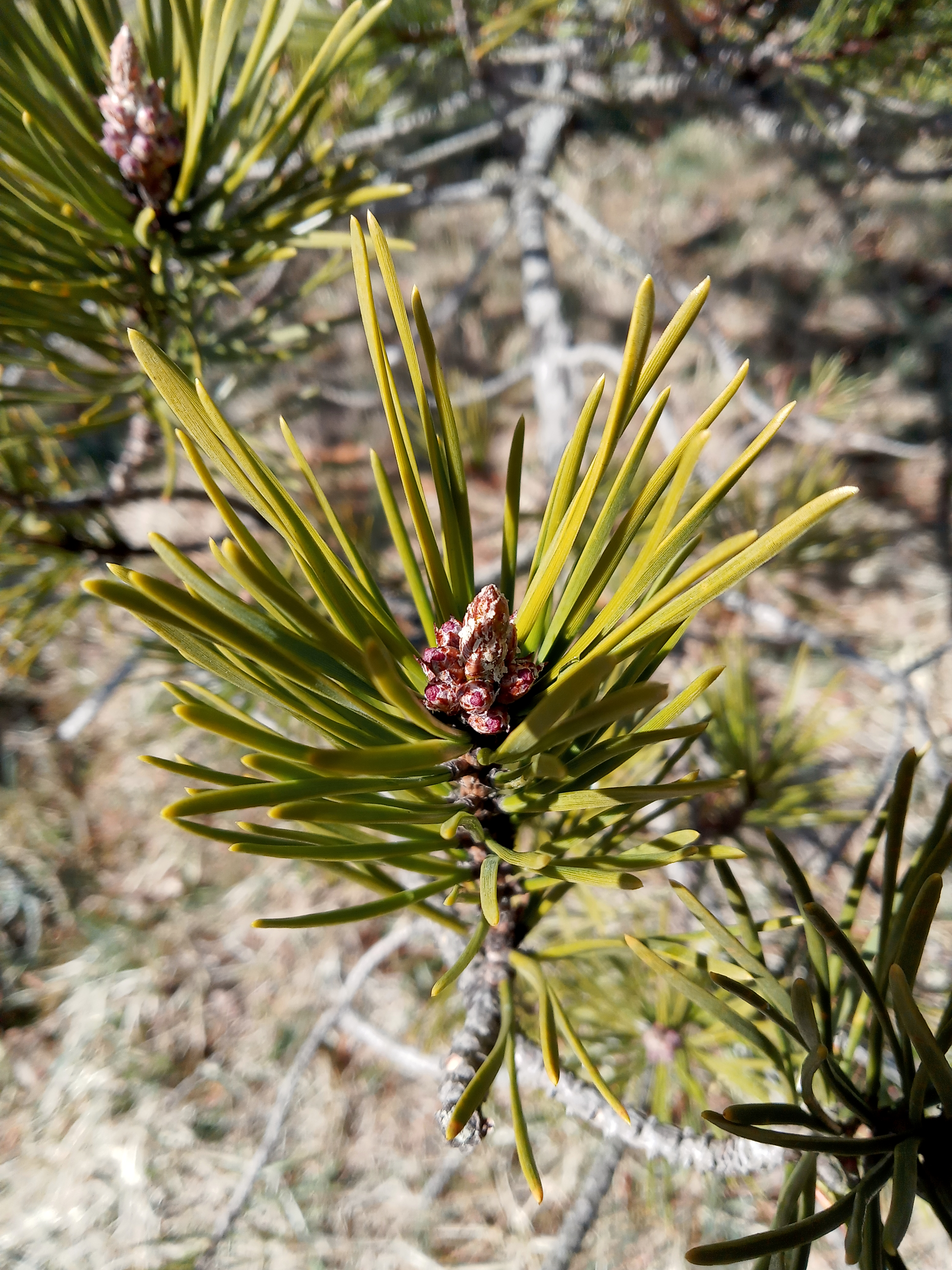
Cônes de pollen et feuillage

Pinus pungens est une espèce de conifères de la famille des Pinaceae.

## Répartition

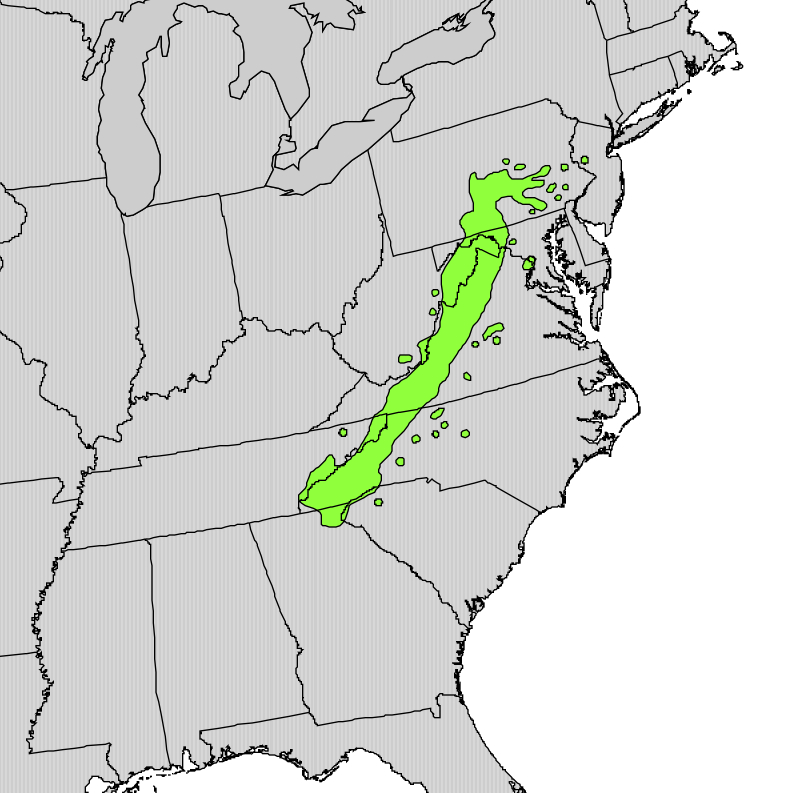
Carte de répartition de Pinus pungens.

Pinus pungens se trouve dans les Appalaches, dans l’est des États-Unis. 